# Franz von Tattenbach (Jesuit)
Franz von Tattenbach (* 17. Januar 1910 in München; † 12. August 1992 in Isny im Allgäu) war ein deutscher Jesuit.

## Leben
Nach Schulzeit und Abitur trat Franz  von Tattenbach 1929 in den Jesuitenorden ein, studierte Philosophie und Theologie und durchlief die lange, ordensspezifische Ausbildung. 1940 wurde er zum Priester geweiht.
Von Jahr zu Jahr mehr und mehr schränkten die ordensfeindlichen Maßnahmen der Nationalsozialisten die Wirksamkeit der Jesuiten ein. So wurden Zusammentreffen mit Gestapo und SS selbst für einen erklärten Gegner des Nationalsozialismus wie Franz von Tattenbach zuweilen unausweichlich, und sei es, um Besuchserlaubnisse zur Gefangenenseelsorge zu erhalten. Im Januar 1944 war Helmuth James Graf von Moltke verhaftet worden. Auf Wunsch von Pater Lothar König fuhr Pater von Tattenbach zu Peter Yorck von Wartenburg, um in Erfahrung zu bringen, wie es mit dem Kreisauer Kreis weitergehe. Tattenbach kehrte mit der Mitteilung zurück, dass die ganze Arbeit stillliege.
Als Alfred Delp zum Tode verurteilt worden war, sandte Augustin Rösch Franz von Tattenbach vom Kolleg St. Blasien nach Berlin. Pater von Tattenbach besuchte seinen Mitbruder am 8. Dezember 1944, am Fest Mariä Unbefleckte Empfängnis, in der Justizvollzugsanstalt Tegel und nahm dem an den Händen gefesselten Alfred Delp zwei Monate vor dessen Hinrichtung die letzten, feierlichen Gelübde seines Ordens ab. Alfred Delp schrieb aus der Haft an Franz von Tattenbach SJ am 9. Dezember 1944: „Nun haben die äußeren Fesseln gar nichts mehr zu bedeuten, da mich der Herrgott der vincula amoris gewürdigt hat.“

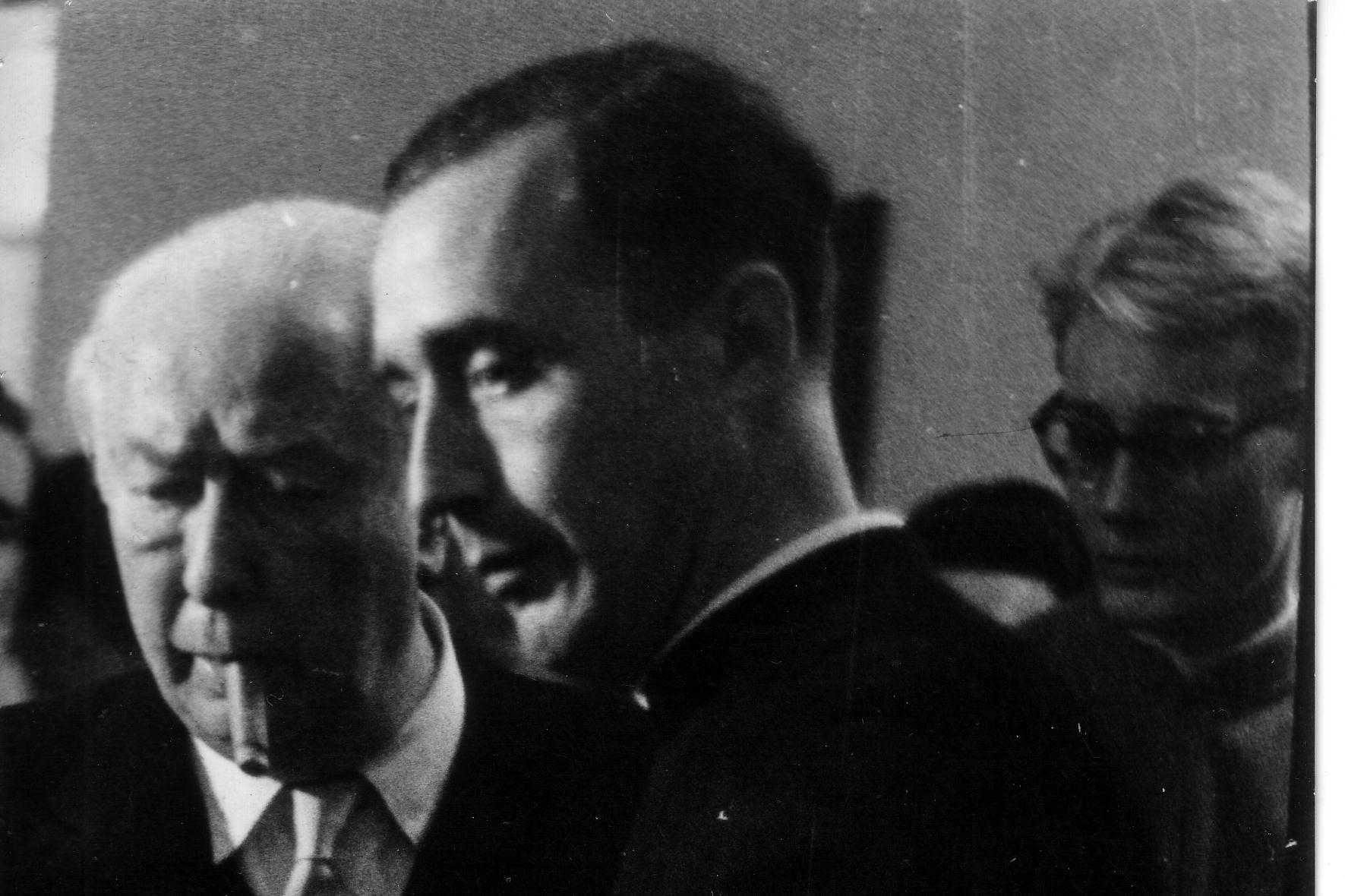
Mit Bundespräsident Heuss im Germanikum

Von 1946 bis 1948 wirkte Franz von Tattenbach als Seelsorger unter den deutschen Kriegsgefangenen in Frankreich. Anschließend war er Spiritual an den Priesterseminaren in Freising (von 1949 bis 1952) und in Freiburg (von 1960 bis 1965), zwischenzeitlich, von 1953 bis 1959, Rektor am Pontificium Collegium Germanicum et Hungaricum de Urbe in Rom. 1960 war Tattenbach einer der Organisatoren des Eucharistischen Weltkongresses in München.
1965 wurde Pater von Tattenbach zum Rektor des Berchmanskollegs in Pullach ernannt. Er sorgte dafür, dass der Geist des Aggiornamento des gerade beendeten Zweiten Vatikanischen Konzils auch in der Ausbildung der jungen Jesuiten wirksam werden konnte. Er bereitete die Öffnung des Berchmanskollegs für Nichtjesuiten vor, die staatliche Anerkennung als „Hochschule für Philosophie“ (so der Name ab 1971) und deren Umzug nach München.
1970 entsandte sein Orden Pater von Tattenbach nach Mittelamerika. In Costa Rica gründete er, zusammen mit Georg von Gaupp-Berghausen, in den Jahren von 1970 bis 1973 das Instituto Costarricense de Enseñanza Radiofónica (ICER), 1979 in Guatemala das Instituto Guatemalteco de Educación Radiofónica (IGER) und in Honduras mit Sor Marta Eugenia Soto das Instituto Hondureño de Educación por Radio (IHER), katholische Radioschulen. was ihm bei den Hörern hohe Wertschätzung brachte.
Pater von Tattenbach war Mitglied der katholischen Studentenverbindung K.St.V. Rheno-Bavaria München im KV.

## Ehrungen
- 1985 verlieh die Universität Tübingen Franz von Tattenbach die Ehrendoktorwürde.